# Olympische Sommerspiele 1952/Leichtathletik – 80 m Hürden (Frauen)
Der 80-Meter-Hürdenlauf der Frauen bei den Olympischen Spielen 1952 in Helsinki wurde am 23. und 24. Juli 1952 im Olympiastadion in Helsinki ausgetragen. 33 Athletinnen nahmen teil. 
Olympiasiegerin wurde die Australierin Shirley Strickland. Sie gewann in neuer Weltrekordzeit vor Marija Golubnitschaja aus der Sowjetunion und der Deutschen Maria Sander.

## Rekorde

### Bestehende Rekorde

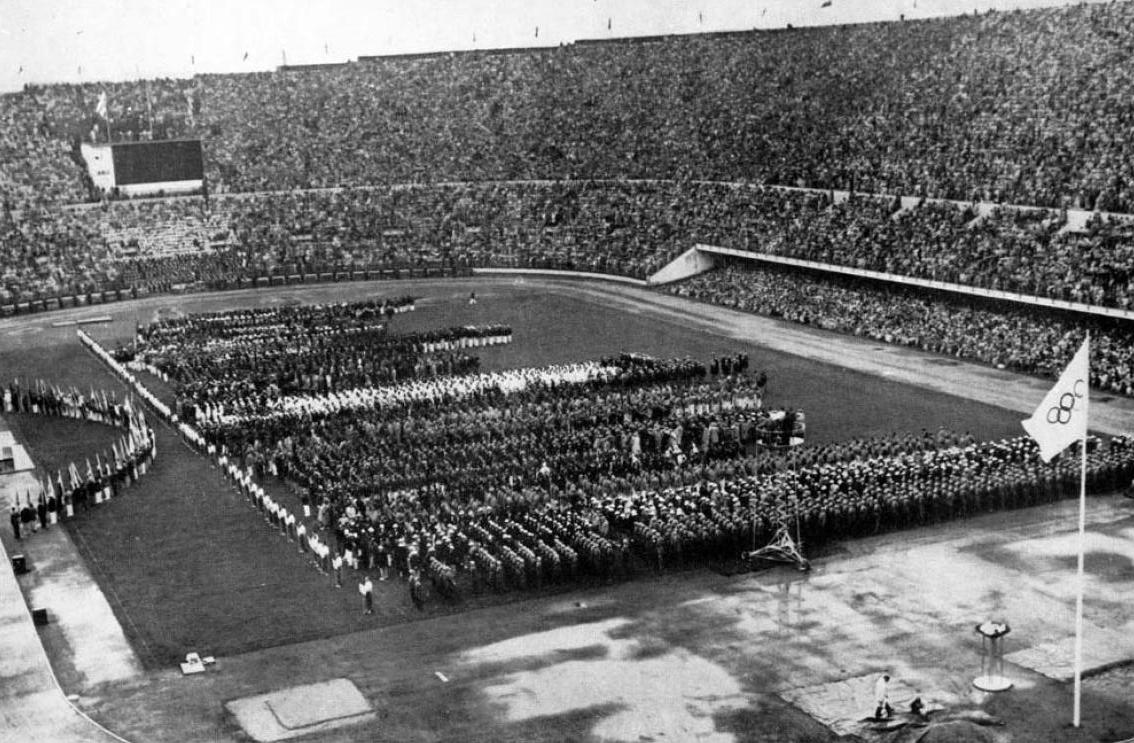
Eröffnungsfeier bei den Olympischen Spielen in Helsinki

| Weltrekord         | 11,0 s | Fanny Blankers-Koen ( Niederlande) | Amsterdam, Niederlande           | 20. Juni 1948  |
| Olympischer Rekord | 11,2 s | Fanny Blankers-Koen ( Niederlande) | Finale OS London, Großbritannien | 4. August 1948 |
| Olympischer Rekord | 11,2 s | Maureen Gardner ( Großbritannien)  | Finale OS London, Großbritannien | 4. August 1948 |

### Rekordegalisierungen / -verbesserungen
Der bestehende olympische Rekord wurde zweimal verbessert, der bestehende Weltrekord wurde einmal egalisiert und einmal verbessert.
- Olympischer Rekord:
  - 11,0 s – Shirley Strickland (Australien), erster Vorlauf am 23. Juli
  - 10,9 s – Shirley Strickland (Australien), Finale am 24. Juli
- Weltrekord:
  - 11,0 s (egalisiert) – Shirley Strickland (Australien), erster Vorlauf am 23. Juli
  - 10,9 s – Shirley Strickland (Australien), Finale am 24. Juli

## Durchführung des Wettbewerbs
Die Läuferinnen traten am 23. Juli zu sechs Vorläufen an. Die jeweils zwei besten Athletinnen – hellblau unterlegt – qualifizierten sich für das Halbfinale am gleichen Tag. Aus den Vorentscheidungen erreichten die jeweils ersten drei Starterinnen – wiederum hellblau unterlegt – das Finale am 24. Juli.

## Zeitplan
23. Juli, 16:00 Uhr: Vorläufe

23. Juli, 18:10 Uhr: Halbfinale

24. Juli, 16:25 Uhr: Finale

## Vorläufe
Datum: 23. Juli 1952, ab 16:00 Uhr

### Vorlauf 1
| Platz | Name                   | Nation     | Offizielle Zeit handgestoppt | Inoffizielle Zeit elektronisch |
| ----- | ---------------------- | ---------- | ---------------------------- | ------------------------------ |
| 1     | Shirley Strickland     | Australien | 11,0 s WRe                   | 11,03 s                        |
| 2     | Milena Greppi          | Italien    | 11,7 s0000                   | 11,95 s                        |
| 3     | Miyo Miyashita         | Japan      | 11,8 s0000                   | 12,06 s                        |
| 4     | Colette Elloy          | Frankreich | 11,9 s0000                   | 12,31 s                        |
| 5     | Jorun Askersrud-Tangen | Norwegen   | 12,2 s0000                   | 12,51 s                        |
| DNS   | Olga Gyarmati          | Ungarn     |                              |                                |

### Vorlauf 2
| Platz | Name                | Nation                | Offizielle Zeit handgestoppt | Inoffizielle Zeit elektronisch |
| ----- | ------------------- | --------------------- | ---------------------------- | ------------------------------ |
| 1     | Fanny Blankers-Koen | Niederlande           | 11,2 s                       | 11,34 s                        |
| 2     | Edna Maskell        | Südafrikanische Union | 11,6 s                       | 11,80 s                        |
| 3     | Klára Soós          | Ungarn                | 11,9 s                       | 11,98 s                        |
| 4     | Hilde Antes         | Saarland              | 12,0 s                       | 12,31 s                        |
| 5     | Nilima Ghose        | Indien                | 12,9 s                       | 13,07 s                        |
| DNF   | Marion Huber        | Chile                 |                              |                                |
| DNS   | Gertrud Pruschak    | Österreich            |                              |                                |

### Vorlauf 3

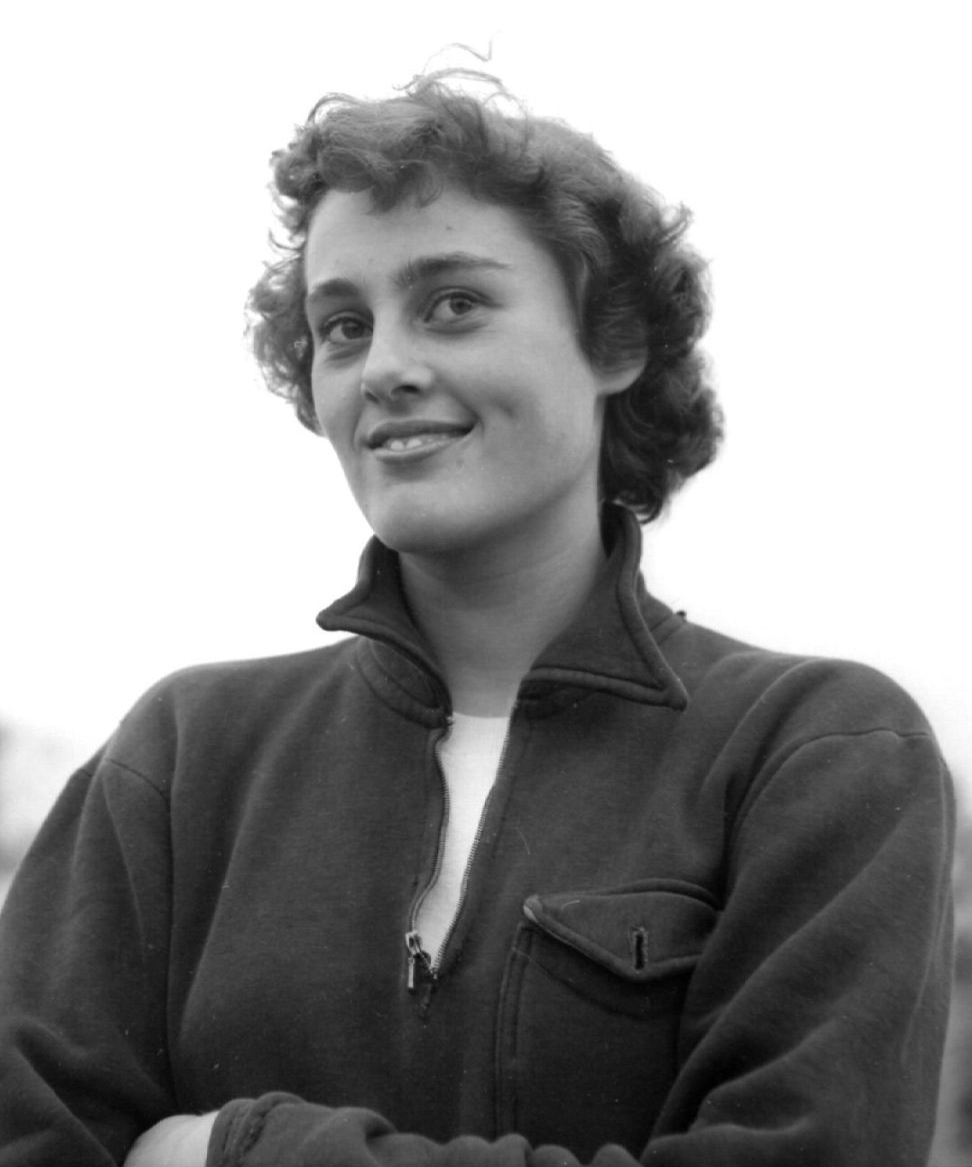
Wilhelmina Lust – ausgeschieden als Dritte des dritten Vorlaufs

| Platz | Name            | Nation         | Offizielle Zeit handgestoppt | Inoffizielle Zeit elektronisch |
| ----- | --------------- | -------------- | ---------------------------- | ------------------------------ |
| 1     | Elene Gokieli   | Sowjetunion    | 11,5 s                       | 11,59 s                        |
| 2     | Pamela Seaborne | Großbritannien | 11,5 s                       | 11,62 s                        |
| 3     | Wilhelmina Lust | Niederlande    | 11,6 s                       | 11,69 s                        |
| 4     | Seija Pöntinen  | Finnland       | 11,8 s                       | 12,22 s                        |
| 5     | Tang Pai Wah    | Singapur       | 12,8 s                       | 13,09 s                        |
| DNS   | Shirley Eckel   | Kanada         |                              |                                |

### Vorlauf 4
| Platz | Name                  | Nation         | Offizielle Zeit handgestoppt | Inoffizielle Zeit elektronisch |
| ----- | --------------------- | -------------- | ---------------------------- | ------------------------------ |
| 1     | Jean Desforges        | Großbritannien | 11,4 s                       | 11,51 s                        |
| 2     | Anneliese Seonbuchner | BR Deutschland | 11,4 s                       | 11,55 s                        |
| 3     | Luella Law            | Kanada         | 11,8 s                       | 12,09 s                        |
| 4     | Helene Bielansky      | Österreich     | 11,8 s                       | 12,10 s                        |
| 5     | Sylvi Keskinen        | Finnland       | 12,4 s                       | 12,68 s                        |
| 6     | Leah Horowitz         | Israel         | 12,4 s                       | 12,74 s                        |

### Vorlauf 5

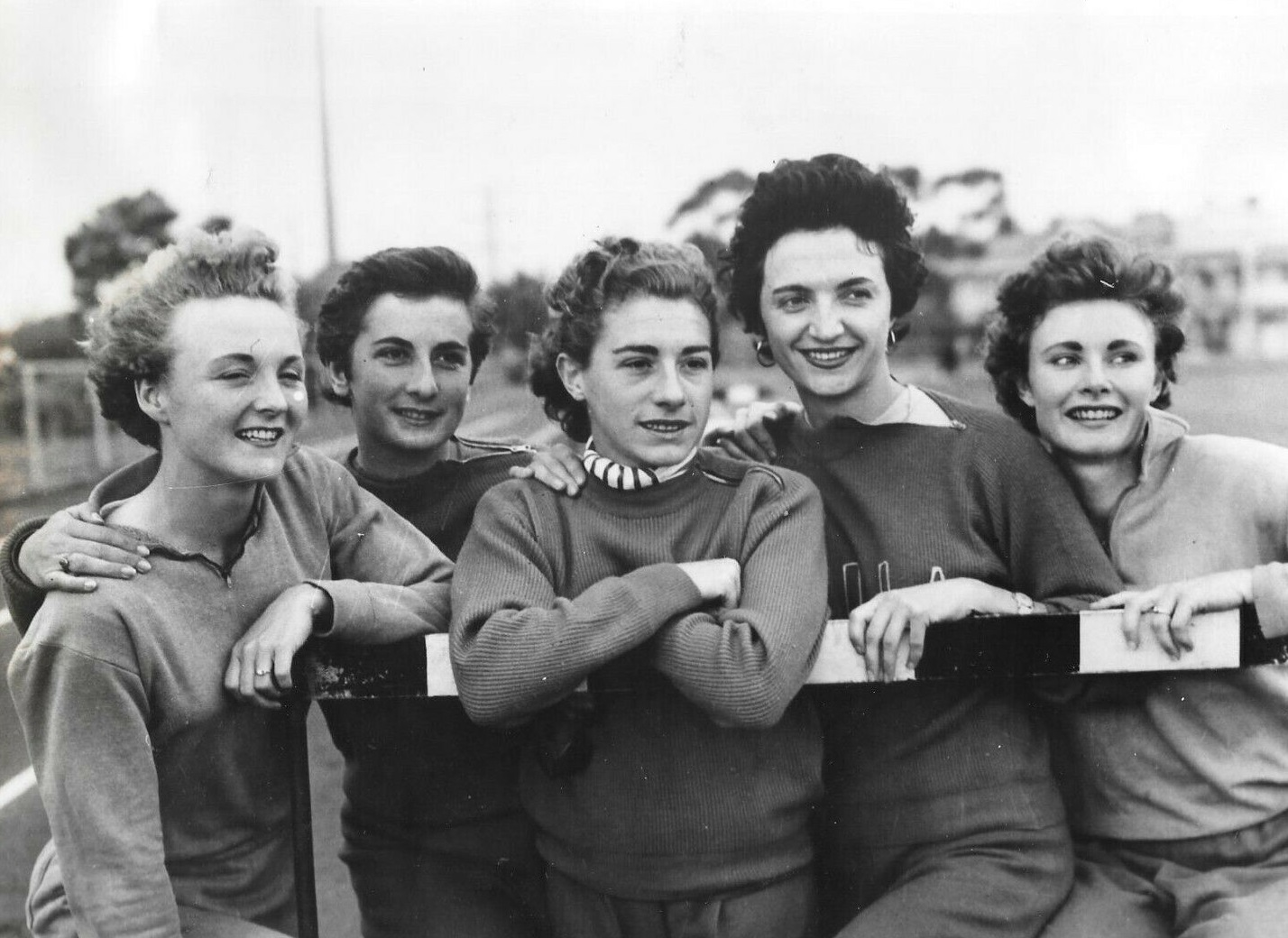
Maria Musso (Zweite von rechts) – ausgeschieden als Vierte des fünften Vorlaufs Milena Greppi (Dritte von rechts) – ausgeschieden als Sechste des ersten Halbfinals

| Platz | Name                | Nation         | Offizielle Zeit handgestoppt | Inoffizielle Zeit elektronisch |
| ----- | ------------------- | -------------- | ---------------------------- | ------------------------------ |
| 1     | Maria Sander        | BR Deutschland | 11,3 s                       | 11,41 s                        |
| 2     | Claudie Flament     | Frankreich     | 11,5 s                       | 11,83 s                        |
| 3     | Anna Alexandrowa    | Sowjetunion    | 11,5 s                       | 11,86 s                        |
| 4     | Maria Musso         | Italien        | 11,9 s                       | 12,17 s                        |
| 5     | Constance Darnowski | USA            | 12,1 s                       | 12,29 s                        |
| 6     | Aino Autio          | Finnland       | 12,1 s                       | 12,31 s                        |
| DNS   | Rosella Thorne      | Kanada         |                              |                                |

### Vorlauf 6
| Platz | Name                           | Nation         | Offizielle Zeit handgestoppt | Inoffizielle Zeit elektronisch |
| ----- | ------------------------------ | -------------- | ---------------------------- | ------------------------------ |
| 1     | Marija Golubnitschaja          | Sowjetunion    | 11,1 s                       | 11,29 s                        |
| 2     | Wanda dos Santos               | Brasilien      | 11,3 s                       | 11,58 s                        |
| 3     | Yvette Monginou                | Frankreich     | 11,3 s                       | 11,64 s                        |
| 4     | Elfriede Steurer               | Österreich     | 11,4 s                       | 11,74 s                        |
| 5     | Pauline Threapleton-Wainwright | Großbritannien | 11,9 s                       | 11,88 s                        |
| 6     | Gretel Bolliger                | Schweiz        | 12,3 s                       | 12,56 s                        |

## Halbfinale
Datum: 23. Juli 1952, ab 18:10 Uhr

### Lauf 1
| Platz | Name               | Nation                | Offizielle Zeit handgestoppt | Inoffizielle Zeit elektronisch | Anmerkung                                            |
| ----- | ------------------ | --------------------- | ---------------------------- | ------------------------------ | ---------------------------------------------------- |
| 1     | Shirley Strickland | Australien            | 10,8 s                       | 11,16 s                        | als WR nicht anerkannt wegen zu starken Rückenwindes |
| 2     | Maria Sander       | BR Deutschland        | 10,9 s                       | 11,19 s                        |                                                      |
| 3     | Jean Desforges     | Großbritannien        | 10,9 s                       | 11,37 s                        |                                                      |
| 4     | Elene Gokieli      | Sowjetunion           | 11,1 s                       | 11,46 s                        |                                                      |
| 5     | Edna Maskell       | Südafrikanische Union | 11,2 s                       | 11,50 s                        |                                                      |
| 6     | Milena Greppi      | Italien               | 11,4 s                       | 11,80 s                        |                                                      |

### Lauf 2
| Platz | Name                  | Nation         | Offizielle Zeit handgestoppt | Inoffizielle Zeit elektronisch |
| ----- | --------------------- | -------------- | ---------------------------- | ------------------------------ |
| 1     | Marija Golubnitschaja | Sowjetunion    | 11,2 s                       | 11,35 s                        |
| 2     | Fanny Blankers-Koen   | Niederlande    | 11,3 s                       | 11,42 s                        |
| 3     | Anneliese Seonbuchner | BR Deutschland | 11,4s                        | 11,70 s                        |
| 4     | Pamela Seaborne       | Großbritannien | 11,4 s                       | 11,71 s                        |
| 5     | Wanda dos Santos      | Brasilien      | 11,4 s                       | 11,74 s                        |
| 6     | Claudie Flament       | Frankreich     | 11,6 s                       | 11,89 s                        |

## Finale
Datum: 24. Juli 1952, 16:25 Uhr
| Platz | Name                  | Nation         | Offizielle Zeit handgestoppt | Inoffizielle Zeit elektronisch |
| ----- | --------------------- | -------------- | ---------------------------- | ------------------------------ |
| 1     | Shirley Strickland    | Australien     | 10,9 s WR                    | 11,01 s                        |
| 2     | Marija Golubnitschaja | Sowjetunion    | 11,1 s000                    | 11,24 s                        |
| 3     | Maria Sander          | BR Deutschland | 11,1 s000                    | 11,38 s                        |
| 4     | Anneliese Seonbuchner | BR Deutschland | 11,2 s000                    | 11,46 s                        |
| 5     | Jean Desforges        | Großbritannien | 11,6 s000                    | 11,75 s                        |
| DNF   | Fanny Blankers-Koen   | Niederlande    |                              |                                |

Bereits im ersten Vorlauf egalisierte die Australierin Shirley Strickland den Weltrekord der niederländischen Olympiasiegerin von 1948, Fanny Blankers-Koen. Im Halbfinale waren die erzielten Zeiten wegen zu starken Rückenwindes nicht anerkennungsfähig – hier war Strickland noch einmal zwei Zehntelsekunden schneller.
Im Finale kamen Strickland und Blankers-Koen gleich gut aus den Blöcken, während Marija Golubnitschaja aus der UdSSR einen schlechten Start hatte. Die Niederländerin, bekannt als „fliegende Hausfrau“, war hier gesundheitlich angeschlagen. Die dritte Hürde wurde von ihr umgestoßen, sie brach daraufhin den Wettbewerb ab. Strickland gewann das Rennen mit deutlichem Vorsprung und unterbot als erste Frau offiziell die elf-Sekunden-Marke über 80 Meter Hürden. Zwei Läuferinnen kamen zwei Zehntelsekunden dahinter zeitgleich ins Ziel: Golubnitschaja erreichte mit einem guten Finish am Ende Silber, die Deutsche Maria Sander gewann Bronze. Deren Landsmännin Anneliese Seonbuchner, eine weitere Zehntelsekunde zurück, wurde Vierte.

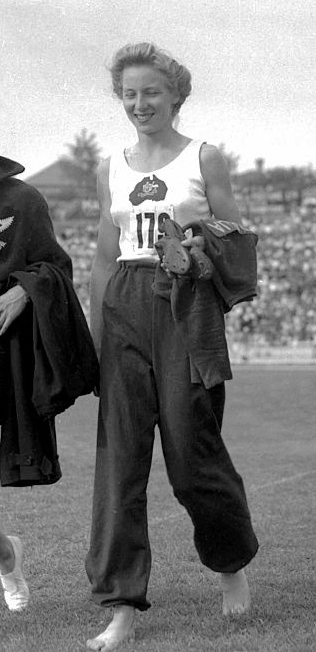
Nach dreimal Bronze (OS 1948: 100 m / 80 m Hürden, hier in Helsinki: 80 m Hürden) sowie einmal Silber (OS 1948: 4 × 100 m) gab es nun Gold für Shirley Strickland
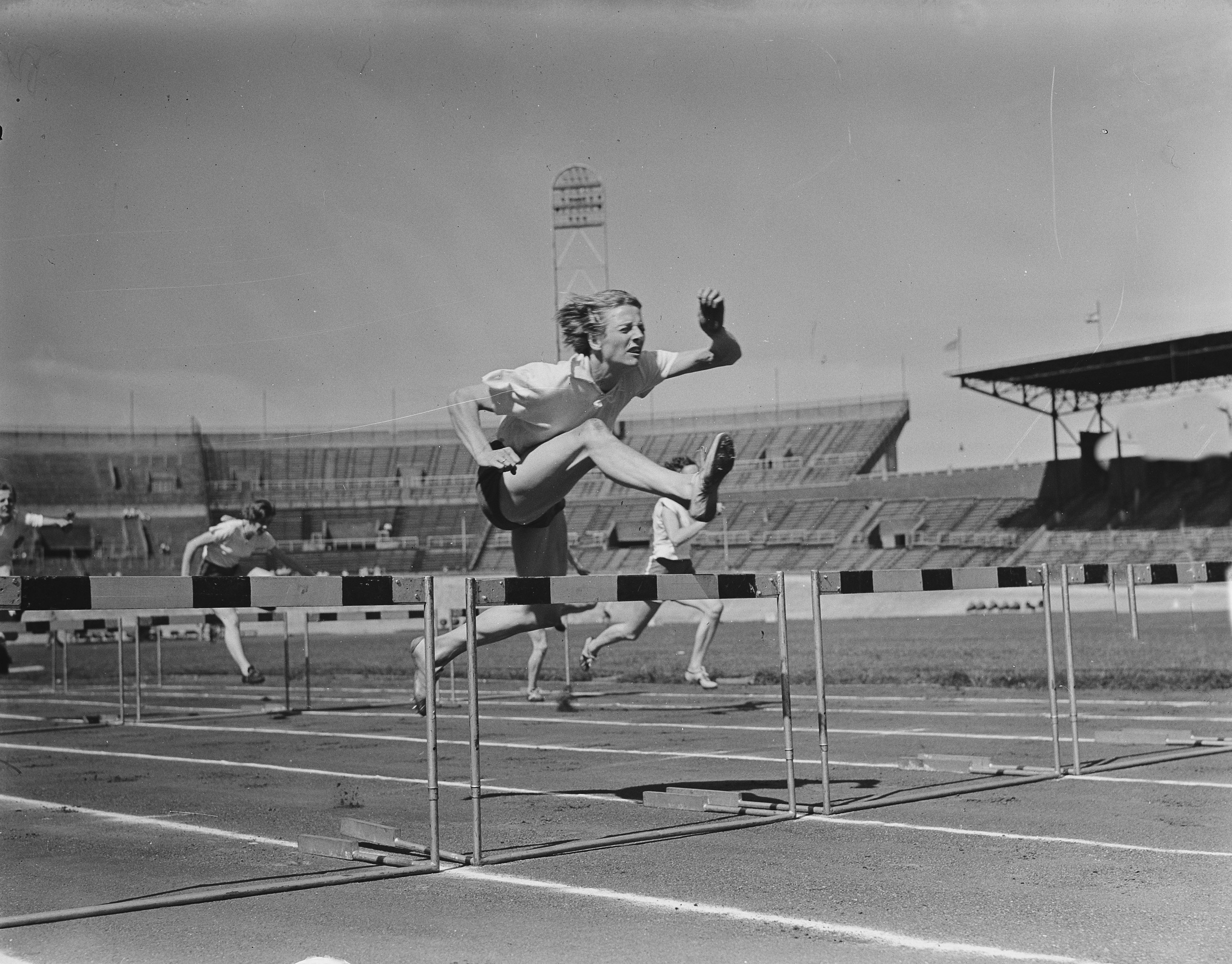
Fanny Blankers-Koen, mit viermal Gold Star der Olympischen Spiele 1948, fand krankheitsbedingt nicht zu ihrer Form, sie stürzte und erreichte im Finale nicht das Ziel

## Video
- Helsinki 1952 | SHIRLEY STRICKLAND | 80m Hurdles | Athletics | Olympic Summer Games, youtube.com, abgerufen am 8. August 2021
- Helsinki 1952 Shirley Strickland, 80m Hurdles (Amateur Footage), youtube.com, abgerufen am 29. September 2017